# Aloe littoralis
Aloe littoralis é uma espécie de liliopsida do gênero Aloe, pertencente à família Asphodelaceae.